# Elasmosoma lindae
Elasmosoma lindae är en stekelart som beskrevs av Trevor Huddleston 1976. Elasmosoma lindae ingår i släktet Elasmosoma och familjen bracksteklar. Inga underarter finns listade i Catalogue of Life.